# 大林寺 (岡山市)
大林寺（だいりんじ）は、岡山県岡山市中区西川原にある日蓮宗の寺院。山号は法昌山。旧本山は京都妙覚寺、奠師法縁(奠統会)。西川原の庚申さんと呼ばれ伝教大師最澄作と伝えられる帝釈天像を安置する。日本三大庚申の一つ。

## 歴史
文禄元年（1592年）実成院日典を開山に建立。寛文年間（1661年－1672年）に廃絶（寛文法難）するが貞享年間（1684年－1687年）に再興された。現在の伽藍は再興以降のものである。

## 境内
- 本堂
- 帝釈堂
- 山門

## 周辺
- 就実大学
- 就実短期大学
- 旭川
- 百間川

## アクセス
- JR西日本山陽本線西川原駅から徒歩7分

## 参考資料
- 日蓮宗寺院大鑑編集委員会『宗祖第七百遠忌記念出版 日蓮宗寺院大鑑』大本山池上本門寺 (1981年)

## 関連寺院
- 現在でも庚申の行事が行われる寺院として県内では市内西花尻の正法寺、真庭市鹿田の勇山寺などが知られる。